# Томас Паласіос
Тья́го Тома́с Пала́сіос (ісп. Tiago Tomás Palacios, нар. 28 квітня 2003, Хенераль-Піко, Аргентина) — аргентинський футболіст, центральний захисник міланського «Інтера».

## Ігрова кар'єра

### Клубна
У 2019 році Томас Паласіос приєднався до молодіжної команди клубу «Тальєрес» (Кордова). В листопаді 2021 року футболіст підписав з клубом перший професійний контракт. У квітні 2022 року Паласіос дебютував на дорослому рівні у матчі Кубку Професійної ліги Аргентини.
В січні 2024 року захисник відбув в оренду в клуб «Індепендьєнте Рівадавія», де грав до літа того року.
30 серпня 2024 року завершився перехід Паласіоса до складі італійського «Інтера», з яким Томас підписав п'ятирічний контракт. 30 жовтня 2024 року у матчі чемпіонату Італії проти «Емполі» Паласіос дебютував у новій команді.

### Збірна
У 2022 році Томас Паласіос провів п'ять матчів в складі молодіжної збірної Аргентини.